# Bormida
Bormida es un municipio situado en el territorio de la Provincia de Savona, en Liguria (Italia).

## Demografía
| Gráfica de evolución demográfica de Bormida entre 1861 y 2001 |
|                                                               |
| Fuente ISTAT - elaboración gráfica de Wikipedia               |

- Datos: Q270554
- Multimedia: Bormida / Q270554

1. ↑  Worldpostalcodes.org, código postal n.º 17045.
2. ↑  «Codici Catastali». Comuni-italiani.it (en italiano). Consultado el 29 de abril de 2017.